# Голов (деревня)
Голо́в (чув. Кӑлава Шетмӗ) — деревня в Красноармейском муниципальном округе Чувашской Республики.

## География
Находится в северной части Чувашии, на расстоянии приблизительно 12 км на запад-северо-запад по прямой от районного центра села Красноармейское на берегах реки Большая Шатьма.

## История
Известна с XVIII века как выселок села Большая Шатьма. В 1859 году было учтено 25 дворов, 132 жителя, в 1906 — 45 дворов, 230 жителей, в 1926 — 54 двора, 245 жителей, в 1939—275 жителей, в 1979 — 45 дворов, 154 человека. В 2002 году был 41 двор, в 2010 — 40 домохозяйств. В 1930 образован колхоз «Красная Шатьма». До 2021 года входила в состав Большешатьминского сельского поселения до его упразднения.

## Население
Постоянное население составляло 113 человек (чуваши 99 %) в 2002 году, 96 в 2010.